# Casa Antonino
La casa Antonino és un edifici al nucli urbà de la població de Flix, a l'extrem de tramuntana del nucli antic de la vila, al carrer del Pont. S'ha catalogat a l'Inventari del Patrimoni Arquitectònic de Catalunya.

## Arquitectura
difici cantoner de planta rectangular, amb la coberta de teula de tres vessants i distribuït en planta baixa, pis i golfes. Majoritàriament, les obertures són rectangulars, a la planta baixa bastides en carreus de pedra desbastats mentre que als pisos i a les golfes són bastides en maons, tot i que algunes han estat força transformades. Cal exceptuar un portal d'arc escarser situat a la façana principal, al costat de la cantonada.

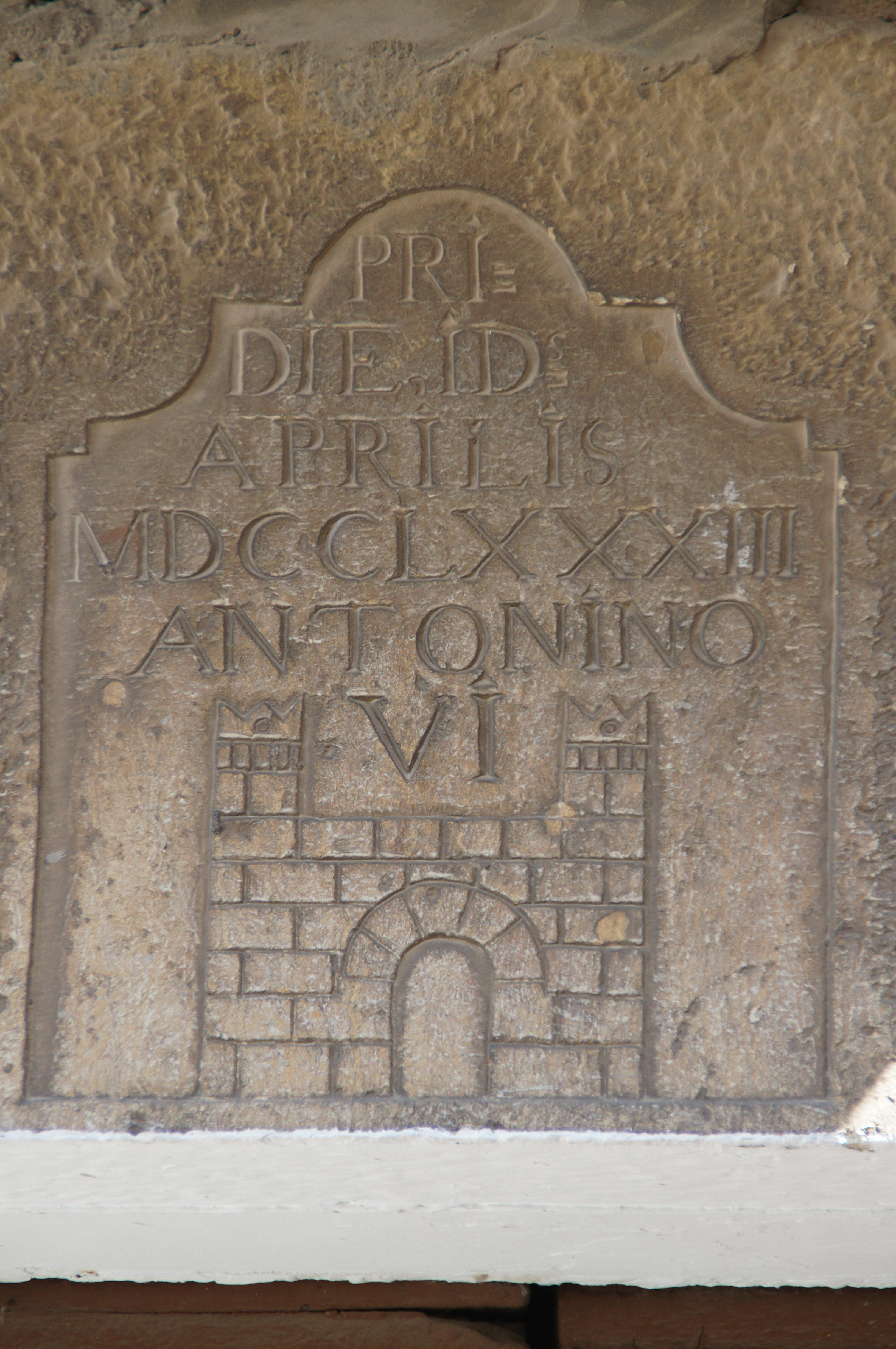
Inscripció a la llinda de la porta principal

Per accedir a l'interior de l'edifici hi ha dos portals més, el principal bastit en carreus de pedra desbastats i amb la llinda plana gravada amb la següent inscripció "PRIE DIE ID APRILIS MDCCLXXXIII ANTONINO VI" i la representació d'un castell amb dues torres laterals. L'altre portal, de dimensions més petites, combina el bastiment de carreus de pedra ben desbastats, amb alguna refecció feta en maons. A la llinda hi ha gravada la data 1868. De la façana lateral destaquen les tres finestres de la planta baixa. Les obertures del pis es corresponen amb balcons exempts bastits en maons, amb les llosanes motllurades i senzilles baranes de ferro. A les golfes hi ha senzilles finestres tapiades.
La construcció és bastida en pedra desbastada i sense treballar, lligada amb morter. La cantonada, en canvi, està bastida amb carreus de pedra ben desbastats.

## Història
Casa bastida vers el 1783, como ho testimonia la data que es troba en la llinda de la porta d'entrada principal. A la dreta d'aquesta també es pot apreciar una altra porta amb la data 1868 incisa a la llinda, any en què es va realitzar l'obertura o possiblement la data d'una important reforma.
Cal esmentar que la llinda principal de l'immoble presenta un jeroglífic en el que es pot apreciar un castell i un "VI", que volen dir Castellví, família que fou molt important i influent a la vila, a finals del segle xviii i durant el segle xix.
Actualment és la seu d'una empresa de producció d'oli artesanal.